# Saarland

Logo

Il Saarland (in tedesco palatino Saarlond, in francese Sarre, in latino Saravia, in italiano letteralmente: "Terra del Saar") è uno dei sedici Stati federati (Bundesländer) della Germania. Ha una superficie di 2568,70 km² e 982 348 abitanti; la capitale è Saarbrücken.

## Geografia fisica
Lo stato federato confina con la Francia (Grand Est) a sud, il Lussemburgo a ovest e la Renania-Palatinato a nord e a est.
Prende il nome dal fiume Saar, che è un affluente della Mosella e scorre attraverso lo stato da sud a nord-ovest. La maggior parte degli abitanti vive in un conglomerato di città nei pressi del confine francese, attorno alla capitale, Saarbrücken.

## Storia
Il territorio del protettorato anglo-francese della Saar venne istituito nel 1920 in accordo con quanto stabilito dal Trattato di Versailles. Comprendeva porzioni della provincia prussiana della Renania e del Palatinato Renano. L'area venne posta dalla Società delle Nazioni sotto controllo anglo-francese per 15 anni. Dopo questo periodo si tenne un plebiscito per l'autodeterminazione della Saar, 13 gennaio 1935: il 90,7% dei votanti espresse la volontà di unirsi alla Germania. I Nazisti chiamarono la regione Westmark.
Dopo la seconda guerra mondiale la Saarland ricadde sotto protettorato francese. Francia e Germania decisero nel 1954 di istituire un Saarland indipendente, ma questo progetto venne rifiutato da un referendum. In nuove consultazioni franco-tedesche si giunse a un nuovo accordo, secondo il quale alla Saarland sarebbe stato permesso riunirsi alla Germania (Trattato di Lussemburgo, 27 ottobre 1956). Il 1º gennaio 1957 la Saarland divenne nuovamente parte della Germania.

## Società

### Religione
Chiesa cattolica 65,1%, Chiesa evangelica in Germania 19,6%.
| religione            | religione            |  | percentuale | percentuale |
| -------------------- | -------------------- |  | ----------- | ----------- |
| cattolici            | cattolici            |  | 65,1%       | 65,1%       |
| protestanti tedeschi | protestanti tedeschi |  | 19,6%       | 19,6%       |
| Altro o nessuno      | Altro o nessuno      |  | 15,4%       | 15,4%       |

### Lingue e dialetti
Il trattato della Saar stabilì che il francese - e non l'inglese, come negli altri Land tedeschi - sarebbe dovuto rimanere come prima lingua straniera insegnata nelle scuole della Saarland; tale consuetudine continua a essere largamente osservata sebbene non sia più obbligatoria e attualmente una grossa parte della popolazione dello Stato è in grado di parlare francese sia per via della prossimità geografica alla Francia sia per l'insegnamento scolastico. Saarbrücken è anche sede del "Deutsch-Französisches Gymnasium" (scuola superiore tedesco-francese). In occasione dell'anniversario del Trattato dell'Eliseo, nel gennaio 2013 il governo locale della Saarland ha annunciato la propria intenzione di rendere la regione completamente bilingue, tedesca e francese, entro il 2043, non per ragioni storiche, ma per ragioni socio-economiche data la vicinanza con la regione francese del Grand Est.

## Economia
Le principali fonti di reddito della Saarland sono la costruzione di automobili, la siderurgia, la fabbricazione di ceramica e la produzione di programmi per computer. In passato il Land aveva un importante settore minerario.

## Amministrazione
La Saarland è diviso in sei circondari (Landkreis):

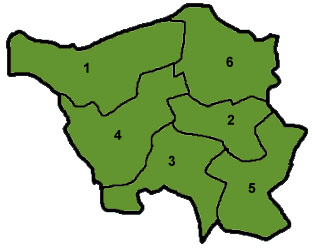
Mappa dei circondari della Saarland

1. Merzig-Wadern
2. Neunkirchen
3. Saarbrücken
4. Saarlouis
5. Saarpfalz
6. Sankt Wendel

## Politica

### Attuale governo della Saarland
| Ufficio                                                                                               | Nome                        | Data | Partito |
| --- | --------------------------- | ---- | ------- |
| Ministro presidente della Saarland                                                                    | Anke Rehlinger              | 2022 | SPD     |
| Vice ministro-presidente della Saarland e Ministro per l'economia, l'occupazione, energia e trasporti | Jürgen Barke                | 2022 | SPD     |
| Ministro dell'interno, edilizia e sport                                                               | Reinhold Jost               | 2022 | SPD     |
| Ministro dell'istruzione e della cultura                                                              | Christine Streichert-Clivot | 2022 | SPD     |
| Ministro della giustizia e Ministro dell'ambiente e la tutela dei consumatori                         | Petra Berg                  | 2022 | SPD     |
| Ministro per gli affari sociali, la salute, le donne, e la Famiglia                                   | Magnus Jung                 | 2022 | SPD     |
| Ministro delle finanze e della scienza                                                                | Jakob von Weizsäcker        | 2022 | SPD     |
| Capo della Cancelleria di Stato e Ministro plenipotenziario della Saar alla Federazione a Berlino     | Thorsten Bischoff           | 2022 | SPD     |

### Elenco dei Presidenti dei ministri della Saarland
(o posizione equivalente)

1. 1945 - 1946: Hans Neureuther "Regierungspräsident"
2. 1946 - 1947: Erwin Müller (CVP) "Vorsitzender der Verwaltungskommission"
3. 1947 - 1955: Johannes Hoffmann (CVP)
4. 1955 - 1956: Heinrich Welsch ind
5. 1956 - 1957: Hubert Ney (CDU)
6. 1957 - 1959: Egon Reinert (CDU)
7. 1959 - 1979: Franz Josef Röder (CDU)
8. 1979: Werner Klumpp (FDP)
9. 1979 - 1985: Werner Zeyer (CDU)
10. 1985 - 1998: Oskar Lafontaine (SPD)
11. 1998 - 1999: Reinhard Klimmt (SPD)
12. 1999 - 2011: Peter Müller (CDU)
13. 2011 - 2018: Annegret Kramp-Karrenbauer (CDU)
14. 2018 - 2022: Tobias Hans (CDU)
15. dal 2022: Anke Rehlinger (SPD)

## Sport

### Calcio
Nel 1946 fu costituita la Federcalcio e ripartirono i campionati, dopo il blocco durante l'occupazione prima americana e poi francese. Nel 1950 la Federazione della Saar entrò a far parte della FIFA, in tempi quindi precedenti alla rinata federazione della Germania dell'Ovest, e diede vita alla Nazionale di calcio della Saar. La panchina fu affidata a Helmut Schön, futuro commissario tecnico della Germania Occidentale, che la guidò dal 1950 al 1956 disputando 19 partite (di cui 9 contro nazionali "A"), comprese le gare di qualificazione al campionato del mondo 1954. Nel 1956 la Federazione della Saar confluì nella neo-Federazione della Germania dell'Ovest. Curiosità storica: la Nazionale ha affrontato due volte la Germania Ovest e in entrambe le gare venne sconfitta (0-3 e 1-3). Durante la sua esistenza furono impiegati, complessivamente, 42 giocatori.